# Rábaszenttamás
Rábaszenttamás Püspökmolnári község településrésze, 1929 előtt önálló község volt, ma Vas vármegyében, a Vasvári járásban található.

## Fekvése
Szombathelytől 30 kilométerre délkeletre, a Rába bal partján fekszik. A mai Püspökmolnári községnek a középső részét képezi, amely a Szent Tamás-templom körül terül el. Főutcája a Rábahídvégtől Sárvárig húzódó 8701-es út.

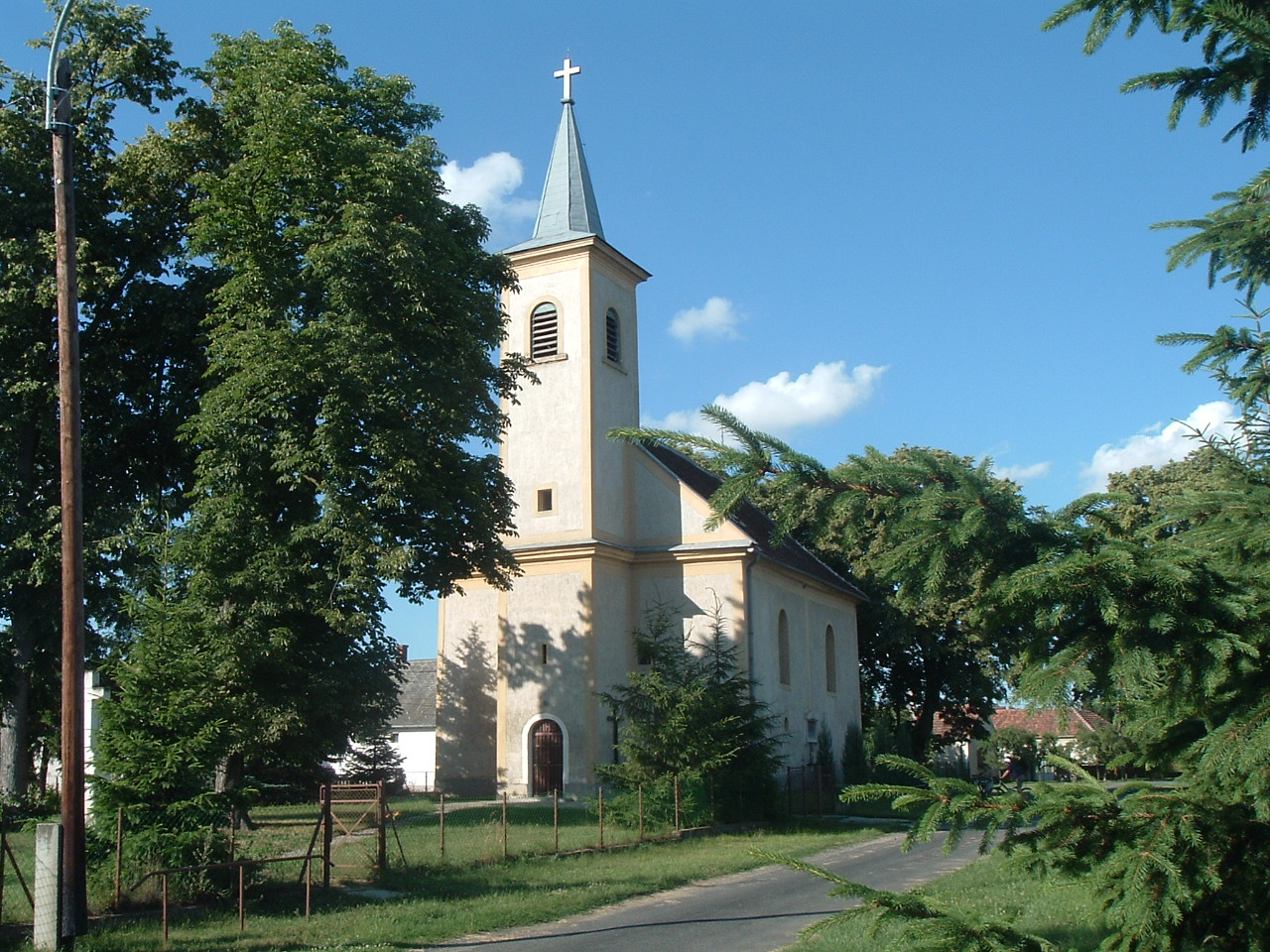
A római katolikus templom

## Története
Szenttamást 1505-ben Zenth-Thamas néven említi először oklevél, de Szent Tamás apostol tiszteletére szentelt temploma már sokkal korábban is létezett, hiszen 1438-ban ide temették Molnári Kelemen püspököt. A templomot kezdetben Molnári templomaként tartották számon. A későbbi falu csíráját kezdetben a templom körül épült néhány ház jelentette. Később is kis falunak számított. Birtokosai a szomszédos Molnári és Püspöki urai, a Molnári, Sallér és Festetics családok, valamint a győri püspökség voltak. Mellettük több kisnemesi család is élt itt. A falu templomát 1572-ben átépítették, de rövidesen ide is elért a reformáció és evangélikus anyaegyház lett. 1674-ben az ellenreformáció hatására már újra katolikus pap szolgált a községben. 1698-ban mindössze 80 lakos élt a községben. A templomot 1701-ben a birtokos Nádasdy család újjáépíttette. Ezután párhuzamosan zajlottak a katolikus és evangélikus istentiszteletek és az iskolai oktatás. 1725 után az utolsó evangélikus pap is eltávozott a faluból. A templomot 1731-ben Sallér István nádorhelyettes újjáépítette és később ide temetkezett. 1785-ben a népszámláláskor 125 főt számláltak itt. Szenttamás 1832-től önálló plébánia. 1830-ban 176 volt a lakosság száma.
Fényes Elek szerint "Szent-Tamás, magyar falu, Vas vmegyében, 78 kath., 40 evang. lak. F. u. gr. Festetics Tasziló. Ut. p. Körmend." 
1907-ben a község a Rába- előnevet vette fel. 1910-ben Rábaszenttamásnak 210 lakosa volt. 1929-ben előbb Rábapüspöki és Rábaszenttamás egyesült Püspöktamási néven. A mai község 1949-ben Püspöktamási és Rábamolnári egyesülésével jött létre.

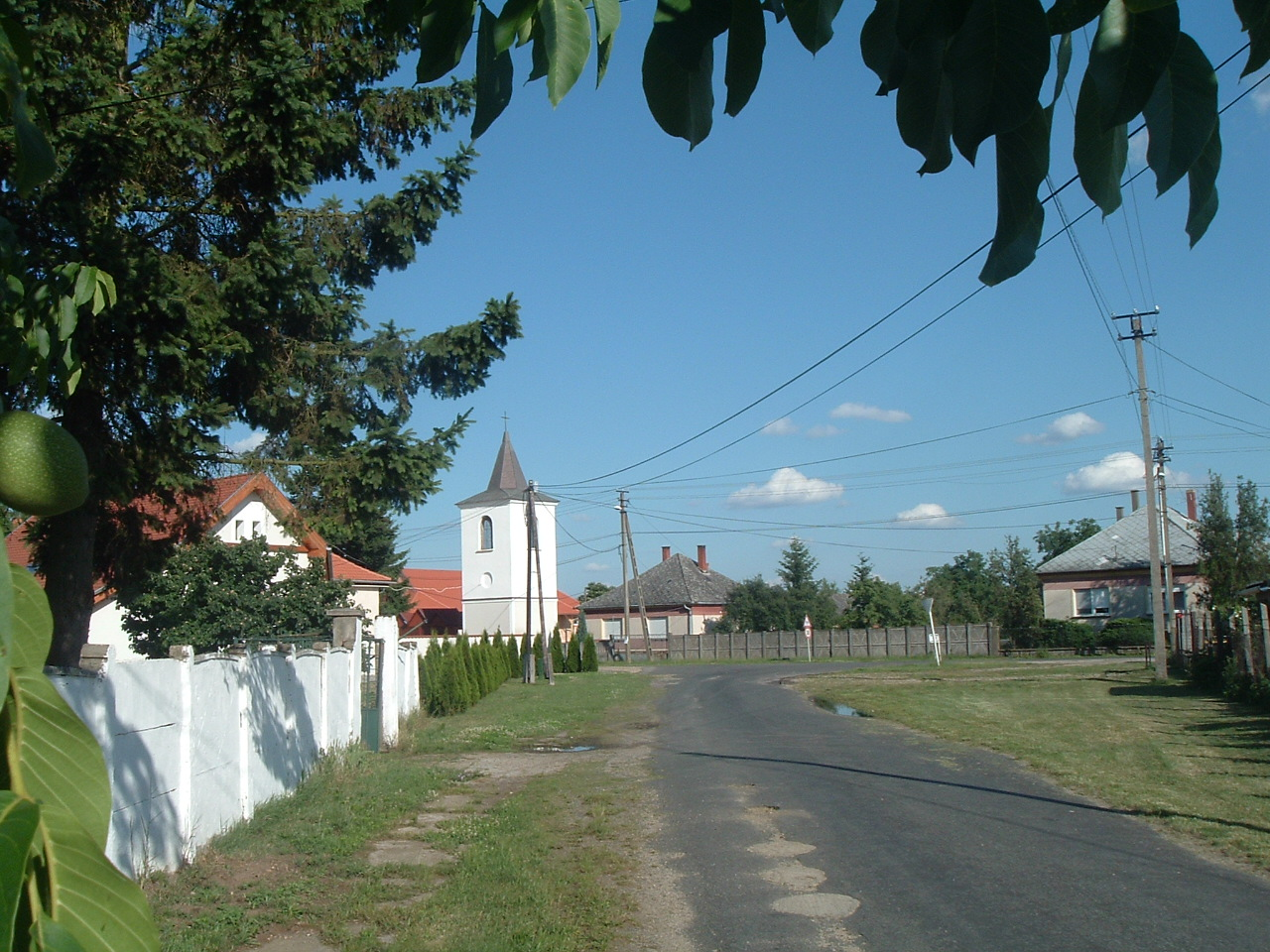
Rábaszenttamás

## Nevezetességei
- Szent Tamás apostol tiszteletére szentelt római katolikus temploma[5]
- Evangélikus imaház[6]
- Az I.[7] és a II. világháború hősi halottjainak emléktáblája[8]
- Szenttamási harangláb[9]
- Prinz Gyula fa emlékoszlopa[10]
- Prinz Gyula emlékműve[11]
- Temetői kápolna[12]